# 디오미디어
주식회사 디오미디어(일본어: 株式会社ディオメディア 가부시키가이샤 디오메디아[*], 영어: diomedéa Inc.)는 일본의 애니메이션 제작사다. 일본동화협회의 정회원이다.
본 항에서는 사실상의 전신에 해당하는 유한회사 스튜디오 바르셀로나에 대해서도 서술하고, 작품 이력도 동일한 것으로 취급한다. 단, 후술하는 바와 같이 등기상 디오미디어와 스튜디오 바르셀로나는 별도 법인이다.

## 역사

### 유한회사 스튜디오 바르셀로나
그룹 택의 제작 출신인 스가 노부유키가 2005년 10월 5일 설립한 애니메이션 제작사로 사명을 생각하던 중 스가가 좋아하는 축구단인 FC 바르셀로나의 포스터가 눈에 띄어 이름지었다. 설립시부터 사토미 테츠로(바넘 스튜디오)와 관계가 깊고, 사토미가 프로듀싱하는 텔레비전 시리즈와 OVA를 중심으로 다루었다.
2006년에 애니메이터 코하라 마코토가 이사 사장(공동대표)으로 취임했한다. 코하라는 스튜디오 쿠마, 샤프트에서 활동하고 있어, 샤프트에서는 신인 애니메이터의 육성을 담당하고 있었다. 그 경험으로부터 스쿨을 겸한 애니메이션 스튜디오 설립의 구상을 가지고 있었지만, 그룹 택에서 일을 함께 한 스가에게 작화 부문의 강화를 의뢰받아 경영에 가세했다.
그러나 2007년 들어, 스가가 컨디션이 나빠졌기 때문에 대표이사직을 사임한다. 코하라는 바르셀로나로서 업무를 계속하는 것보다, 재차 회사를 설립하는 것이 좋다고 판단해 디오미디어를 설립한다. 같은 시기에 사업을 정지했다. 스가는 디오미디어의 경영에는 관여하지 않고 애니메이션 업계를 물러나 행정사로 바뀌었다.
또한 연혁에서는 주식회사 디오미디어로 개편되었다고 하나 설립 시 등기 변경은 되지 않아, 2012년 1월 20일 회사 해산까지 법인격은 존속하고 있었다.

### 주식회사 디오미디어
스튜디오 바르셀로나의 이사 사장을 맡고 있던 코하라 미츠루가 스튜디오 바르셀로나의 사업·자산을 승계하기 위해 새롭게 2007년 11월 28일에 설립한 애니메이션 제작사다. 설립 초기에는 제작부와 작화부뿐이었으나, 2010년 채색부, 2012년 촬영부를 신설하여 순차적으로 제작사로서의 규모를 확대하고 사내에 오프라인 편집실을 병설했다.
복리후생 정비와 수익 안정화를 목표로 2011년에 판권사업부를 설립해 자사 온라인숍(디오미디어숍)을 개업한다. 애니메이션 제작용품 및 디오미디어가 직접 만든 작품의 캐릭터 상품 개발·판매, 원화전 개최, 코믹마켓 등 대형 이벤트 출전 등 사업을 전개했다. 판권사업부는 2013년 12월 디오미디어의 계열사인 주식회사 아즈메이커로 분사해 설립하고 온라인숍도 '캬라ON!'으로 이름을 바꾸고 디오미디어 작품 이외의 굿즈도 취급하게 된다.
2013년에는 자사 TV 광고를 제작해, 《은여우 -신의 사자-》에서 스스로 스폰서가 되어 이것을 방송했다.
2014년 9월에 사업 확대로 자사 빌딩을 준공해 본사 기능을 이전한다. 구 사옥(도쿄도 네리마구 세키마치키타 3초메 23번 16호)을 무사시세키 스튜디오로 했다. 이후 구 사옥에는 동업사인 스튜디오 블랑과 잉커리지 필름스가 입주했다가 2021년까지 있다가 이전했다.

## 작품

### TV 애니메이션
- 일곱빛깔★드롭스 (2007년, 스튜디오 바르셀로나 시절)
- 아이들의 시간 (2007년, 스튜디오 바르셀로나 시절)
- 노기자카 하루카의 비밀 (2008년)
- 신곡주계 폴리포니카 크림존S (2009년)
- 노키자카 하루카의 비밀 퓨어렛차 (2009년)
- 침략! 오징어 소녀 (2010년)
- 롯테의 장난감! (2011년)
- 침략!? 오징어 소녀 (2011년)
- 캄피오네! (2012년)
- 문제아들이 이세계에서 온다는 모양인데요? (2013년)
- 내 뇌 속의 선택지가 학원 러브 코미디를 전력으로 방해하고 있다 (2013년)
- 은여우 -신의 사자- (2013년)
- 악마의 리들 (2014년)
- 함대 컬렉션 (2015년)
- 성검사의 금주영창 (2015년)
- 총황무진의 파프니르 (2015년)
- 미남고교 지구방위부 LOVE! (2015년)
- 공전마도사 후보생의 교관 (2015년)
- 마요이가 (2016년)
- 한다군 (2016년)
- 걸리시 넘버 (2016년)
- 후우카 (2017년)
- 바보걸 (2017년)
- 액션 히로인 치어 후르츠 (2017년)
- 내 여친이 너무 성실한 처녀 빗치인 건 (2017년)
- BEATLESS (2018년)
- 치오의 통학로 (2018년)
- BEATLESS Final Stage (2018년)
- 도메스틱 그녀 (2019년)
- 소라의 날개 (2019년)
- 성녀의 마력은 만능입니다 (2021년)
- 풋살 보이즈!!!!! (2022년)
- 이세계 약국 (2022년)
- 전생 왕녀와 천재 영애의 마법 혁명 (2023년)
- 카모노하시 론의 금단추리 (1st Seoson) (2023년)
- 성녀의 마력은 만능입니다 (Seoeon2) (2023년)
- 카모노하시 론의 금단추리 (2nd Seoson) (2024년)
- 대전 감사합니다 ~숙녀는 격투 게임을 안 해요~ (2025년)

### 극장 애니메이션
- 극장판 칸코레 (2016년)

### OVA
- 대마법고개
- 아이들의 시간
- 침략! 오징어 소녀
- 노기자카 하루카의 비밀 피날레♪
- 유메쿠리